# نادي براتو
نادي براتو (بالإيطالية: A.C. Prato)‏ هو نادي كرة قدم إيطالي مقره في براتو، توسكانا.